# Christoph Günther
Christoph Joseph Günther is een Duitse golfprofessional.
Günther begon met golf toen hij negen jaar was. Zijn vader was in die periode voor drie jaar naar Maleisië gestuurd, waar ze in Kuching woonden op het Maleisische deel van het eiland Borneo.
Günther werd in 1995 professional en speelde voornamelijk op de EPD Tour, waar hij 10 overwinningen behaalde. 
Op de Europese Challenge Tour  behaalde hij ook een overwinning. Hij had al twintig toernooien in de afgelopen jaren op de Challenge Tour gespeeld en altijd de cut gemist, maar bij het Kärnten Golf Open in 2009 haalde hij de cut, startte hij de laatste ronde met vijf slagen achterstand op de leider, maakte hij een score van 62 en won hij met een slag voorsprong op Florian Fritsch en Carlos Rodiles. Hij eindigde op de 22ste plaats van de Order of Merit.

## Gewonnen
Challenge Tour
- 2009: Kärnten Golf Open

EPD Tour
- 2001: Schärding Classic, Spessart Classic, Königsfeld Classic
- 2003: Winnerod Classic
- 2004: Märkische Classic
- 2007: Job AG EPD Tour Championship
- 2008: Sueno Classic, Licher Classic
- 2011: Tat Golf Classic
- 2012: Golfspielen.de Open

Anders
- 1999: Brose Coburg Open
- 2001: Deutsche Golflehrer-Meisterschaft
- 2003:  German PGA Championship
- 2005: Bad Homburger Open

Teams
- 2006: German PGA Team Championship met Marcel Haremza
- 2007: German PGA Team Championship met Marcel Haremza
- 2010: German PGA Team Championship met Marcel Haremza